# Kultura eburrańska
Kultura eburrańska – nazwa niniejszej jednostki kulturowej związana jest z Mount Eburu – górą położoną w Kenii, na której stokach znajduje się jaskinia Gambles, która dostarczyła najwięcej form przewodnich dla wydzielenia owej kultury. Zespół zjawisk kulturowych utożsamianych z omawianą kulturą obejmował swym zasięgiem obszary Wielkich Rowów Afrykańskich. Rozwój tej jednostki kulturowej wyznaczają daty od ok. 13 tys. lat temu do początków holocenu. Inwentarz kamienny w owej kulturze reprezentowany jest przez wąskie i stosunkowo długie wióry, z których wykonywane były narzędzia tj. drapacze, rylce oraz segmentoidalne zbrojniki. Narzędzia kamienne wykonywane były głównie z obsydianu. Gospodarka kultury eburrańskiej miała charakter mieszany: polowano na średniej wielkości ssaki i uzupełniano ją przez zbieractwo małży, ślimaków oraz rybołówstwo.